# Kilopond
Kilopond (kp) eller kilogram-force (kgf), från latinets pondus som betyder vikt, är en äldre måttenhet för kraft. Kraften definieras som den kraft en massa av ett kilogram utsätts för under påverkan av jordaccelerationens dragningskraft 9,80665 m/s2, som är ett medelvärde av jordens gravitationsfält.1 kilopond är därmed lika med 9,80665 newton.
| N (newton) | kp (kilopond) | daN dekanewton |
| ---------- | ------------- | -------------- |
| 1          | 0,10197       | 0,1            |
| 9,80665    | 1             | 0,980665       |
| 10         | 1,0197        | 1              |

## Historia
Enheten kilopond har mest använts i de skandinaviska länderna och i Tyskland. Det finns en viss förväxlingsrisk med den engelska massenheten pound (som i USA även används som namn på en kraftenhet). Man kan också använda enheten dekanewton (daN), med SI-prefixet deka = 10.

### Sammanblandning av kraft och massa

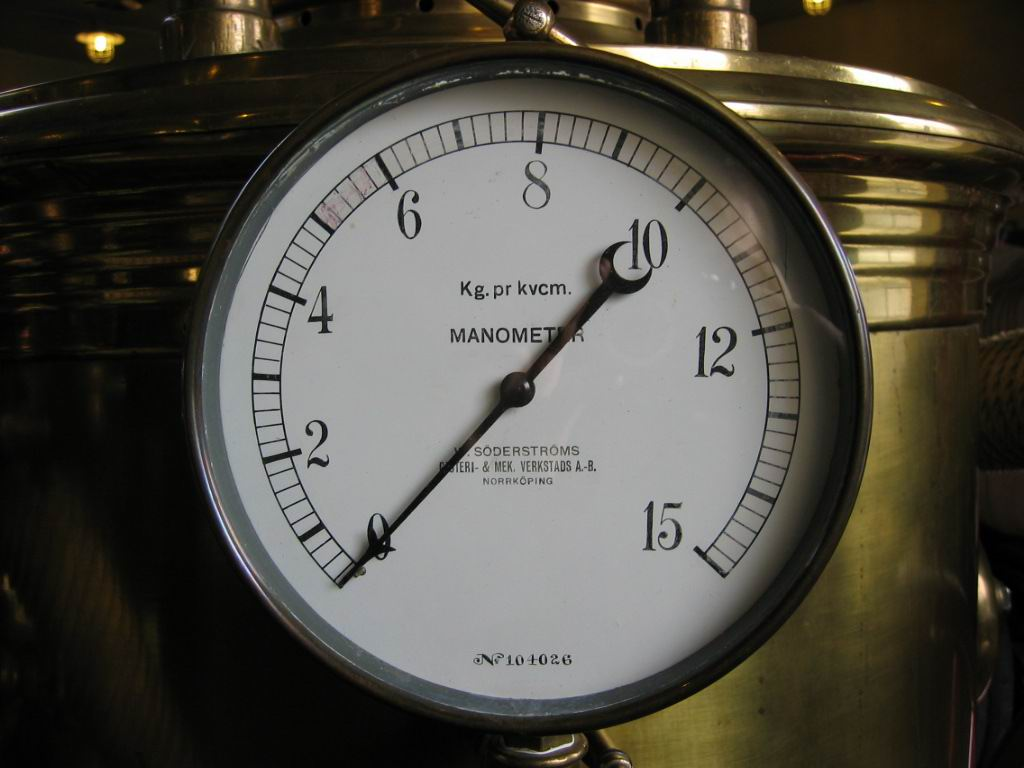
Bild av manometer (tryckmätare) som anger tryck som "Kg. pr kvcm."

I vardagligt tal förekommer det, t.ex. för reps och kättingars hållfasthet, att massenheterna kilogram eller ton anges som enhet för kraft, vilket då är underförstått "tyngdkraften hos en massa på 1 kilogram eller 1 ton". Då tyngdaccelerationen varierar något, mellan cirka 9,78 m/s2 vid ekvatorn och cirka 9,83 m/s2 vid polerna, så varierar kraften som påverkar en massa vid jordytan med cirka en halv procent. För tekniska beräkningar kan sammanblandning av massa och kraft innebära allvarliga fel och missförstånd.
Ett tryck vardagligt angivet som "kg/cm2" ska normalt tolkas som "kp/cm2" där 1 kp/cm2 = 9,80665 N / (0.01 * 0.01 m) = 98 067 N/m2 = 98,1 kilopascal ≈ 0,98 bar ≈ 1 bar.